# Valla de la Zona del Canal de Panamá
La valla de la Zona del Canal de Panamá fue una valla de separación construida por los Estados Unidos en la zona del Canal de Panamá en los años 1950 y que se conoció despectivamente con el nombre de "Valla de la Vergüenza". Su construcción tuvo lugar a raíz de que grupos de estudiantes nacionalistas panameños amenazaron con realizar una "invasión pacífica" a la Zona del Canal, ya que ese territorio era considerado como soberano para Panamá. Poco más tarde, fue uno de los escenarios más importantes en la historia panameña para recuperar esta zona que consideraban suya. Se trata del Día de los Mártires, ocurrido el 9 de enero de 1964, y tuvo lugar un incidente donde la bandera panameña fue vejada por los zoneítas y donde grupos de ciudadanos panameños indignados comenzaron a reunirse frente a la valla, en la ciudad de Panamá. A lo largo del día, los grupos de panameños plantaron banderas de Panamá y comenzaron a cruzar la valla. La policía zoneíta respondió con gases lacrimógenos y luego pasó a los disparos con armas de fuego, principalmente a aquellos que subían por la valla. 
Al día siguiente de estos hechos, Panamá rompió relaciones diplomáticas con los Estados Unidos.
La opinión de la mayoría de los panameños, y de muchos latinoamericanos, fue expresada unos días después por el embajador de Colombia ante la OEA: "En Panamá existe, el día de hoy, otro Muro de Berlín".